# Publio Cornelio Léntulo Caudino
Publio Cornelio Léntulo Caudino (en latín, Publius Cornelius Lentulus Caudinus) fue hijo del consular Lucio Cornelio Léntulo Caudino y hermano del cónsul del año 237 a. C. Lucio Cornelio Léntulo Caudino. 
En el año 236 a. C. fue cónsul romano, con Cayo Licinio Varo como colega; obtuvo un triunfo derrotando a los ligures.